# تئودور جی. پهل
تئودور جی. پهل (انگلیسی: Theodore J. Pahle؛ ۲۳ اوت ۱۸۹۹ – ۹ ژانویه ۱۹۷۹) فیلم‌بردار اهل ایالات متحده آمریکا بود.